# Winzenburg
Winzenburg este o comună din landul Saxonia Inferioară, Germania.